# Hymenostylium
Hymenostylium là một chi rêu trong họ Pottiaceae.